# Ибирану VI
Ибирану VI — шестой правитель Угарита, древнесирийского города-государства на северо-западе Сирии. Правил приблизительно в 1235—1225/20 годах до н. э.

## Биография
Был вторым сыном Аммиттамру III. Наследник — старший сводный брат Ибирану — Утри-Шаррума решил покинуть страну, когда был аннулирован брак его матери Бит-Рабити. Таким образом, Ибирану стал наследником престола. Он был современником хеттских царей Тудхалии IV и Арнуванды III. Как вассальное государство хеттов Угарит подчинялся Каркемишу.
Заняв трон, Ибирану вопреки дипломатическому протоколу не предстал перед царём Хатти. Не компенсировав это подарками, он навлёк на себя подозрения и получил несколько писем с выговором от наместника Ини-Тешупа и царского сына Пихавалви. Письма, найденные среди табличек в Угарите, сообщают также, что Ибирану не направил достаточно войска на поддержку военных кампаний хеттского царя. Опасаясь, что Ибирану придержал лучших колесничих, наместник сообщил, что в Угарит прибудет царский посланник для учёта войск Ибирану. Его отказ демонстрировать свою преданность хеттам, может говорить о потере уверенности в их защите. Это предположение подтверждается письмом из угаритского архива, адресованным Ибирану от ассирийского царя Тукульти-Нинурты I, в котором описывается тяжёлое поражение, которое он нанёс хеттам в северной Месопотамии.
Его наследником стал Никмадду III.